# Damals
Damals (« Autrefois » en allemand) est un magazine mensuel allemand de vulgarisation historique créé en 1993. Il s’adresse principalement aux élèves, aux étudiants, aux enseignants, aux chercheurs et au grand public intéressé par l’histoire.
Il est rédigé par des historiens, des archéologues, des spécialistes de la culture et des philologues ; ses articles, contrairement à ceux d’autres publications destinées au grand public, sont de caractère universitaire. Chaque numéro comprend un dossier thématique d’une trentaine de pages, des articles sur des sujets et des époques variées, des comptes rendus de lectures, une liste de programmes radiophoniques et télévisuels consacrés à l’histoire, une revue de l’actualité de la recherche, et souvent un commentaire d’expositions en cours (expositions dans des pays germanophones, s'entend).
Damals est publié par la Konradin Verlag à Leinfelden-Echterdingen, et dirigé par la directrice générale du groupe, Katja Kohlhammer.